# Пономарёв, Леонид Иванович
Леони́д Ива́нович Пономарёв (12 февраля 1937, Дружковка — 3 января 2019, Москва) — советский и российский физик, специалист в области физики мезоатомных и мезомолекулярных процессов, мюонного катализа, академик РАН (2016).

## Биография
Окончил физический факультет МГУ в 1963 году, с того времени до 1983 года работал в Объединённом институте ядерных исследований (ОИЯИ, Дубна). Защитил кандидатскую диссертацию «Мезоатомные процессы в химических соединениях. 2402» (1965) и докторскую диссертацию «Мезоатомные и мезомолекулярные процессы в веществе» в 1971 году.
С 1983 года — начальник лаборатории теории квантовых процессов и начальник отдела теоретических исследований Института молекулярной физики РНЦ «Курчатовский институт». Руководитель автономной некоммерческой организации «Координационно-исследовательский центр по проблеме мюонного катализа и экзотических квантовых систем» (МЮКАТЭКС).
В 1980-х годах читал лекции и вёл семинары по теоретической физике в МФТИ. Утверждён в звании профессора (1985).
Главный редактор журнала «Мюонный катализ» (1986—1996). Член учёных советов РНЦ «Курчатовский институт» и Лаборатории ядерных проблем ОИЯИ (г. Дубна). Член редколлегии Бюллетеня РАН «В защиту науки».
31 марта 1994 года избран членом-корреспондентом Российской академии наук по Отделению ядерной физики, 28 октября 2016 года — академиком РАН по Отделению физических наук.
Лауреат премии ОИЯИ (1972), премий Курчатовского института (1985, 2006), премии имени И. В. Курчатова (1986, совместно с В. П. Джелеповым), премии им. М. В. Ломоносова АН СССР (1990) и премии «Просветитель» 2009 года (за книгу «Под знаком кванта»).
Сын Андрей (1957—2014) — историк-византинист, автор монографий «Деньги Золотой Орды и Трапезундской империи» и «Эволюция денежных систем Причерноморья и Балкан в XIII—XV вв.». Внучка — искусствовед София Багдасарова.
Умер в 2019 году. Похоронен на Митинском кладбище.

## Научная деятельность
Л. И. Пономарёвым был решён «общий случай задачи двух центров квантовой механики и обнаружено явление конфигурационного взаимодействия термов в этой задаче; предложена „модель больших мезомолекул“, положившая начало новому направлению исследований — „мезонной химии“ (этот цикл исследований признан в 1977 году научным открытием). 
Ввёл новый класс специальных функций — кулоновские сфероидальные функции; создан метод прецизионных вычислений энергии связи систем трёх тел; предложен и реализован эффективный метод решения задачи трёх тел с кулоновским воздействием; предсказана большая скорость образования мезомолекул dtm; предсказан и описан количественный процесс орто-пара перехода в мезомолекуле rrm; вычислена поляризация вакуума в системе трёх тел и найдены поляризационные сдвиги энергий связи мезомолекул; разработана количественная теория явления резонансного образования мезомолекул; построен адиабатический гиперсферический базис в задаче трёх тел».
Автор научно-популярных книг: «По ту сторону кванта» и «Под знаком кванта».

## Избранная библиография
- «По ту сторону кванта» (1971)
- In Quest of the Quantum (1973)
- Комаров И. В., Пономарёв Л. И., Славянов С. Ю. Сфероидальные и кулоновские сфероидальные функции / Под ред. В. С. Булдырева. — М.: Наука, 1976.
- «Скорости девозбуждения мю-мезомолекул изотопов водорода» (1981, в соавт.)
- «Мюонный катализ ядерных реакций синтеза в смеси дейтерия и трития» (1982)
- «Под знаком кванта» (1984, 1989, 2007)
- «Мюонный катализ» (1990)
- «Нерешённые проблемы мюонного катализа» (1993)